# پریت بارارا
پریت بارارا (انگلیسی: Preet Bharara؛ زادهٔ ۱۳ اکتبر ۱۹۶۸) حقوقدان اهل ایالات متحده آمریکا است. او دادستان ایالات متحده برای ناحیه جنوبی نیویورک بود و توسط دونالد ترامپ از کار برکنار شد وی یکی از ۴۶ دادستان منصوب باراک اوباما بود. او پیش از برکناری گفته بود که دونالد ترامپ از وی خواسته بود که در دولت جدید هم مسئولت خود را ادامه بدهد و او هم قبول کرده بود.
بدهند.